# Giorgio Ceragioli
Giorgio Ceragioli (nacido el 24 de junio de 1930 en Turin, fallecido en Turín el 17 de julio de 2008) fue un ingeniero y profesor universitario italiano. Es conocido como líder del movimiento pro-tercer Mundo; impartió los primeros cursos de autoconstrucción en la universidad italiana.

## Biografía
Giorgio Ceragioli nació el 24 de junio de 1930 en Turín. Su abuelo fue el escultor toscano Giorgio Ceragioli (1861-1947); sus padres fueron Lea Medaglia y Mario Ceragioli, un ingeniero que participó en la construcción de varias obras públicas de la ciudad Turín.
Giorgio Ceragioli se graduó como ingeniero civil en el Politécnico de Turín y, después de algunos años de trabajo autónomo, colaboró en la investigación científica de Giuseppe Ciribini y fue nombrado profesor de tecnologia dell'architettura (tecnología de la arquitectura) al Politécnico de Turín.
Durante su juventud fue voluntario de la Sociedad de San Vicente de Paúl y después leader de la Acción Católica, donde siguiendo su visión pro-tercer Mundo estableció el Centro Cattolico Torinese contro la fame nel mondo (Centro Católico Turinés contra la hambruna en el mundo) y organizó la primera Quaresima di Fraternità. Durante la Cuaresma las ofrendas recogidas por la Iglesia católica, en lugar de ser usadas localmente, eran dedicadas a proyectos en los países en vías de desarrollo.
 Esta actividad lo hiciera viajar mucho; durante un viajó en India Ceragioli contactó con el movimiento gandhiano Sarvodaya, fundado por Vinoba Bhave. De vuelta a Italia estableció con Giovanni Ermiglia la Assefa (Association for Sarva Seva Farms), una ONG todavía existente nacida para respaldar las actividades del Sarvodaja. El trabajo de Assefa fue después flanqueado por el Movimento sviluppo e pace (Movimiento desarrollo y paz), otra ONG también fundada por Giorgio Ceragioli.
Como profesor sus principales campos de interés fueron la autoconstrucción y las tecnologías adecuadas, que fueron objeto de la mayor parte de sus investigaciones. En 1988 al Politécnico de Turín estableció la Scuola di specializzazione in Tecnologia, architettura e città nei PVS (Escuela de especialización en tecnología, arquitectura y ciudad en los países en vías de desarrollo), escuela que él dirigió hasta el 1996.
Diagnosticado con la enfermedad de Parkinson falleció en Turín a 78 años el 17 de julio de 2008.